# 파워레인저 다이노퓨리
파워레인저 다이노퓨리(영어: Power Rangers Dino Fury)는 2021년에 나오는 미국 파워레인저 시리즈의 28/29번째 시리즈으로, 기사룡전대 류소저의 리메이크작이다. 전작들과 마찬가지로 시즌 1이 니켈로디언에서 방영되었다. 시즌 2부터는 파워레인저 사상 최초로 넷플릭스에서 방영되었다.

## 방영 전 정보
파워레인저 비스트모퍼에 이어 해즈브로 체제에서 제작되는 두번째 파워레인저이다. 다만 비스트모퍼가 해즈브로로 산하 영상물 제막 부문인 '올스파크(Allspark)'에서 제작을 주도했던 것과 달리, 다이노퓨리는 해즈브로가 인수 중인 Entertainment One에서 제작을 주도한다. 총괄 프로듀서는 파워레인저 닌자스틸부터 감독을 담당했던 사이먼 베넷이 담당한다. 딸라서 이전 다이노차치부터 비스트모퍼까지 총괄 프로듀서였던 주드 린이 하차하는 것이 아닌가 하는 우려가 있었으나 사이먼 베넷이 트위터에서 자신과 주드 린이 다이노퓨리 제작을 위해 긴밀히 협력하고 있다고 밝혔다. 2020년 9월 26일, 공식 티저와 레귤러 멤버 중 3인(레드, 블루, 핑크)의 캐스팅이 공개되었다. 이어 2020년 10월 30일 그린, 블랙의 캐스팅이 공개되었다. 이보다 18일 전에 골드를 제외한 레귤러 멤버 5인 캐스팅에 대한 루머가 유출됐는데, 원작과 달리 남자 3, 여자 2명으로 알려졌다. 이중 레드/블루/핑크/블랙 캐스팅 루머는 결국 그대로 확정되었으며, 그린은 배우가 바뀌긴 했지만 여배우가 맡게 되어 파워레인저 와일드포스에 이어 19년 만에 원작과 성별 구성이 다른 파워레인저가 나오게 되었다. 옐로우가 아닌 다른 색상의 멤버가 성전환된 것에 한정하면 본작이 최초이지만 애초에 원작인 기사룡전대 류소저부터 옐로우가 없는 작품이었음을 감안해야 할 것이다.

## 특징
마이티 모핀 파워레인저와 파워레인저 로스트 갤럭시처럼 이번 작도 원작과 다르게 판타지성과 이종족 개념이 없다. 다만 원작의 코우에 해당하는 제이토가 중생대 시절부터 살았던 외계인이라는 설정을 보면 원작의 고대인 설정은 일부 버리지 않은 것으로 보인다. 원작의 기사룡에 해당하는 조드를 또한 예전부터 그랬듯 대사가 없다. 공룡 모티브 레인저 최초로 멤버들이 지극히 평범한 고등학생이 아니다. 파워레인저 와일드포스 이후로 성별이 전환된 레인저가 등장한다. 지금까지 파워레인저들은 특정 기관에 속해있지 않는 이상 자신들의 존재를 드러내지 않다가 사람들의 입소문을 타고 알려졌지만 특이하게도 본작에서는 파워레인저들이 초반부터 자신들의 존재를 알린다.

## 등장인물

### 파워레인저
제이토/레드레인저
배우:러셀 커리
올리 아카나/블루레인저
배우:카이 모야
아멜리아 존스/핑크레인저
배우:헌터 디노
이지 가르시아/그린레인저
배우:테사 레오
하비 가르시아/블랙레인저
배우:챈스 페레즈
아이욘/골드레인저
배우:조던 파이트

## 조력자
솔론(Solon)
```
성우: 조세핀 데이비슨 
```

믹 캐닉(Mick Kanic)
```
배우:켈른 헨더슨 
```

라니 아카나 박사(Dr. Lani Akana)
```
배우:샤본 루아케리
```

모핀 마스터(Morphin Masters)
가르시아 관리인(Warden Gaecia)
```
배우:블레어 스트랭
```

제인 페어뷰(Jane Fairview)
```
배우:키라 조셉슨
```

J-보그(J-Borg)
```
배우:빅토리아 애봇(Victoria Abbott)
```

존스 할아버지(Pop-Pop Jones)
```
배우:그레그 존슨
```

## 스포릭스 군단(Sporix Army)
원작의 전투민족 드루이든, 6500만년 전 스포릭스 비스트를 대규모로 풀어 제이토의 모성 라프콘을 멸망시켰으며, 현재는 지구의 버려진 군사기지 '62구역'을 이지트로 삼고 활동하고있다.
- 보이드 나이트(Void Knight) - 성우:제러드 터너

원작의 가이소구. 스포릭스 군단의 수장이며, 과거 도망친 제이토 일행을 뒤쫓아오던 중 지구에 추락했다. 자신의 이익을 위해 슈퍼차지 스포릭스를 악용하려 한다. 62구역에서 동면 상태에 있는 산타우라(Santaura)라는 여성과 특별한 사이인 듯하다.
- 붐타워(Boomtower) - 성우:마크 미친슨

원작의 탱크조. 보이드 나이트가 기지의 폐품을 조합해서 개발한 로봇이자 시즌1의 중간보스 포지션. 보이드 나이트에게 상당한 출성심을 가지고있어서 그의 명령을 곧잘 이해하고 잘 따르지만, 힘에 대한 갈증과 다혈질인 성격 때문에 판단력이 흐려저 작전을 망치는 일이 많다. 급기야는 스포릭스 알을 훔쳐 자신을 강화하기까지에 이르고 다이노퓨리 메가조드를 압도하는 데에 성공하지만, 공격을 피해 겨우 살아남아 스테고 조드를 찾아낸 하비의 활약으로 '다이노퓨리 메가조드 스파이크 포메이션(키시류오 밀 니들)'이 완성되어 결국 대피하고 큰 부상을 입는다. 이후 겨우겨우 수리를 받고 보이드 나이트의 신뢰를 회복하기 위해 믹 캐넌보다 먼저 닌자 넨서스 프리즘을 찾아오겠다며 자원하지만, 이번에는 믹의 도움과 '다이노퓨리 메가조드 워리어 포메이션'(키시류오 파이브 나이츠)에 의해 완전히 파괴된다. 그러나 보이드 나이트는 그를 "멍청한 녀석"이라 부르며 전혀 아쉬어하지 않았으며, 오히려 그를 기억해주는 건 그동안 싸워왔던 레인저들 뿐이었다.
- 슬라이더(Slyther) - 성우:캠벨 쿨리

원작의 와이즐. 보이드 나이트와 뮤커스가 붐타워 다음으로 개발한 로봇으로, 모습과 목소리를 자유자재로 바꾸는 능력이 있다. 혹여나 라프콘 행성의 생존사가 남아있는지 않을지 걱정하던 제이토와 솔론의 모습을 염탐한 뒤 라프콘인 여성 '알라(Arla)'로 변장하여 그들에게 접근한다. 제이토는 오랜만에 자신의 동족을 만났다는 생각에 기뻐하며 기지로 초대하지만, 의심의 눈초리를 거두지 못했던 솔론에 의해 정체가 들통나 결국 도망친다. 또다시 새로운 형태로 변해 거대화하며 응전하였으나 패배하고, 감전까지 당해 기억상실에 걸린다.
- 헨지맨 (Hengeman)

원작의 드룬 병사. 본래는 다이노헨지를 수호하는 골렘들이었지만, 보이드 나이트가 파워 키를 강탈해 자신의 수하로 삼았다.

## 스포릭스 비스트(Sporix Beasts)
원작의 마이노소어로, 평소에는 알 형태로 존재하지만 시간이 지나면 부화해 날뛰게 된다. 쓰러뜨린다고 해도, 다시 알 형태로 돌아가는데다 다시 부화하면 더 강력해지기에 상대하기 까다로온 존재다. 지능이 유아 수준으로 말버릇 외에는 할 줄 아는 말이 없는 원작과 달리, 여기서는 지성이 발달되어 핸지맨에게 명령을 내릴 정도로 제대로 생각하고 말을 할 수 있다.
- 뮤커스(Mucus) - 성우:토럼 헝

원작의 크레온. 간부급인 것은 원작과 동일하지만, 원작에서는 사람의 감정을 악용해 마이노소어를 창조하는 말 잘 듣는 소년을 연상케 하는 원작과 달리, 여기서는 창조된커녕 맨날 당하고 뭐 하나 제대로 할 줄도 모르는 바보가 되었다.(...)
- 쇼크혼(Shockhorn) - 성우:제이미 라인핸

원작의 유니콘 마이노소어.
- 바이파라(Vypeera) 성우:레이첼 던칸

원작의 메두사 마이노소어. 사람을 돌로 만들었던 왼본과 달리 이쪽은 사람에게 공포심을 안겨줘 꼼작달싹 못하게 만든다.
- 드라크나로크(Draknarok) - 성우:리처드 심슨

원작의 드래곤 마이노소어.
- 브라인블래스트(Brineblast) - 성우:제이슨 스미스

원작의 크라켄 마이노소어.
- 스매시스톤(Smashstone) - 성우:베리 듀필드

원작의 트롤 마이노소어.
- 둠스네이크(Doomsnake) - 성우:스티븐 라이언스

원작의 바실리스크 마이노소어.
- 울프갱(Wolfgang) - 성우:가이 랭포드

원작의 케르베로스 마이노소어. 독을 지닌 원본과 달리 이쪽은 입으로 음파포를 발사할 수 있는데 그 위력은 메가조드를 분해해버릴 정도.

## 기타
- 선대 다이노퓨리 레인저

원작의 마스터 류소우저에 해당하는 인물들. 라프콘 멸망 당시 제이토와 함께 살아남은 기사들로 제이토와 함께 스포릭스를 처치하기 위해 지구에 당도해 싸우던 중 파워레인저로 선택받았으나 스포릭스와의 싸움 도중 전사했다.